# 津知
津知（つじ）は兵庫県芦屋市の地名の一つ、市の南西部、今の町名でいう津知町の全体と清水町の一部にわたる範囲に相当する。
江戸時代の津知村（辻村とも書いた）に基づく地名であり、明治22年（1889年）から昭和19年（1944年）までは、芦屋、打出および三条と共に精道村（昭和15年（1940年）以降は芦屋市）を構成する4つの大字の一つだった。
津知と書いて地元では「つじ（旧仮名遣：つぢ）」と読むこの地名は、交通上の交差点である「辻」、即ち西国街道と浜へ向かう道の交わることに由来するという。

## 地理
津知は芦屋川の下流右岸、沖積平野の中間に位置した小規模村だった。
大字であった頃は北は三条、東は芦屋、南は本庄村深江、西は本山村森と隣接していた。
かつて村内には慢性的な水不足に備えた溜池が散見され、窪地や低地を埋め立てて田地とした箇所の多かったことが、窪地・低地・凹地を表す「保都」という小字名からはうかがわれ、その場所には大池があったという。
現在ではこの地域は住宅地となっていて、地域内を国道2号が横切り、津知町に日吉神社がある。
阪神・淡路大震災では被害の最も甚大だった地域であり、街の再生にあたって行われた調査の結果、六条遺跡・津知遺跡が発見された。

### 小字
明治17年摂津国菟原郡津知村誌によると以下の5つの小字が津知村にはあった：
- 六条（ろくじょう）
- 才道（さいどう）
- 一の坪
- 新景（あらけ）
- 保都（ほと）

## 歴史

### 古代
律令制下においてこの地は摂津国菟原郡葦屋郷に含まれていた。「六条」「一ノ坪」という小字は条里制の名残りではないかとみられている。
古くから利便性のある地形・交通で栄えていた様で、津知周辺の古代の遺構・遺物としては、六条遺跡や津知遺跡といった大型建造物を含んだ遺跡が挙げられる。津知遺跡は南に隣接する深江北町遺跡と共に古代山陽道の葦屋駅を構成していた可能性もある。

### 中世
中世後期、津知村は、現在の神戸市東灘区と芦屋市の領域に跨る本庄九ヵ村と呼ばれた惣村の一角を占めた。
日吉神社石祠（平成4年市指定文化財）は永正17年（1520年）のものである市内最古の金石文が傘部に刻まれている。
このうち左面に「村」の文字とともに印刻された「槌（つち）」の絵は「津知（つぢ）」の音を重ねて「津知村」を表していると考えられる。

### 近世
江戸時代の津知村は初め天領で、元和3年（1617年）より尼崎藩領となった。。
慶長国絵図では街道上に「辻村」と記されて高は106石余となっている。
摂津一国高御改帳（元和3年）、尼崎藩青山氏領地調（寛文9年頃）、天保郷帳および旧高旧領取調帳でも共に同じく106石余と、幕末まで変化はない。この事については地域的環境からみて新田開発の余地がなかったのが理由とみられる。
津知村は村内を山陽道が通る小規模な村であり、安永9年（1780年）の「西宮駅助人足につき願書」からは山陽道西宮駅の助郷三十三ヵ村の一であった事が判る。文化2年（1805年）に幕府の西国筋往還の測量で入用銀21匁余を負担した。
水源は溜池を利用する他、芦屋川から分水した東川用水を受ける井組の一員でもあった。
鎮守は山王権現神社（現・日吉神社）であり、北隣の三条村と共に西隣の森村にある森稲荷神社（現・東灘区森北町4丁目）の氏子だった。

### 近代
旧尼崎藩領の津知村は明治4年（1871年）7月14日、廃藩置県によって尼崎県に属した。
同年11月20日には兵庫県へと編入され、翌明治5年（1872年）1月の戸籍法に基づく区制では第十六区、同年8月2日には第六区となった。
明治12年（1879年）1月、津知村は郡区町村編制法に基づき菟原郡役所の管内となり、翌明治13年（1880年）7月からは連合村戸長制により深江・芦屋・三条・津知の4ヵ村は深江村に戸長役場を置いて菟原郡第九戸長役場（明治17年（1884年）10月1日からは深江村外三か村戸長役場）と称した（明治14年（1881年）11月から明治16年（1883年）6月1日までの単独町村戸長制が認められた期間を除く）。
明治22年（1889年）4月1日、町村制施行に伴い津知村は芦屋村・三条村・打出村と合併して精道村の大字津知となり、その飛び地は本庄村の一部となった。
昭和15年（1940年）、精道村は市制施行して芦屋市になった。昭和19年（1944年）芦屋市は町名変更・地番更正を行って大字津知を廃止した。すなわち小字のうち新景・才道・保都・一ノ坪の全部が津知町となり、六条の全部と大字三条の五反田・小里の全部とで清水町となったのである（その後、この時に制定した町域のまま、昭和44年5月1日には清水町に、昭和45年5月1日には津知町に、それぞれ住居表示が施行され現在に至っている）。

## 統計
- 寛文9年（1669年）：家数11・人数81（尼崎藩青山氏領地調）[3][2]。
- 天明8年（1788年）：家数19・人数93、牛7（巡見使通行用留帳）[3]。
- 明治17年（1884年）：戸数12・人口103（津知村誌／新修芦屋市史）[2]。
- 明治24年（1891年）：戸数18・人口92（うち男42・女50）[2]。
- 大正12年（1923年）：人口194[2]。
- 昭和2年（1927年）：人口481[2]。
- 昭和14年（1939年）：人口1,643[2]。